# Office central de lutte contre le travail illégal
 (avril 2024).
L'Office central de lutte contre le travail illégal (OCLTI) est un service de la Gendarmerie nationale française, dont le domaine de compétence est la lutte contre les infractions relatives au travail illégal sous toutes ses formes et les fraudes aux prestations sociales connexes.
Il a été créé par le décret no 2005-455 du 12 mai 2005.
Il dépend, tout comme l'Office central de lutte contre la délinquance itinérante (OCLDI), l'Office central de lutte contre les atteintes à l'environnement et à la santé publique (Oclaesp) et l'Office central de lutte contre les crimes contre l'humanité, les génocides et les crimes de guerre (OCLCH), de la sous-direction de la Police judiciaire de la direction générale de la Gendarmerie nationale.
Il travaille en collaboration notamment avec la délégation nationale de lutte contre les fraudes (DNLF). Il entretient également des relations internationales opérationnelles dans ce domaine. Il comprend une trentaine de personnels.